# Списак комерцијалних софтвера са доступним изворним кодом
Ово је листа значајних софтвера, који су првобитно развијени као комерцијални (и/или власнички) софтверски производи са изворним кодом који је сада доступан (за разлику од софтвера који су од почетка развијени као слободани софтвери и софтвери отвореног кода). Најчешће се првобитно продају и издају без изворног кода (али не увек), а изворни код понекад постане доступан касније. Понекад се изворни код објављује под либералном софтверском лиценцом на крају свог живота (абандонваре-дослован превод је напуштена роба), а понекад постаје доступан за друге намене, као што је обрнуто инжењерство.
Касније овакви софтвери често постају софтвери отвореног кода или јавно власништво, а исто постају и остале конструкције и софтверске лиценце, на пример заједнички извор или кријејтив комонс лиценце. Уколико је изворни код дат без назначене лиценце, софтвер се и даље правно сматра власничким, због Бернске конвенције.
За листу софтвера видео игрица са доступним изворним кодом, погледајте листу комерцијалних видео игара са касније објављеним изворним кодом. За конкретне бивше власничке софтвере који су сада слободни, погледајте листу бивших власничких софтвера.
| Наслов                                                                       | Аутор оригинала                                        | Издање оригинала        | Доступност изворног кода | Одговарајући отворени изворни код | Бесплатан софтвер (подаци и софтвер) | Потпуно слободан софтвер             | Нова лиценца                                                                                            | Белешке |
| ---------------------------------------------------------------------------- | ------------------------------------------------------ | ----------------------- | ------------------------ | --------------------------------- | ------------------------------------ | ------------------------------------ | --- | --- |
| . Нет Фрејмворк                                                              | Мајкрософт                                             | 2002                    | 2007/2014                | делимично (само језгро)           | Да                                   | Не                                   | MИТ лиценца (језгро), Апачи лиценца 2.0, Мајкрософт лиценца референтног извора (ФКБ)                    | У 2007. години изворни код фрејмворк класе библиотекa . НЕТ-а је издат под Мајкрософт лиценцом референтног извора од стране Мајкрософта. У новембру 2014, делови језгра . НЕТ-а су пуштени под попустљивом МИТ лиценцом. Мигел де Икаса је најавио да ће пуштени код бити спојен у Мону. |
| Адоби Флекс                                                                  | Адоби системи                                          | 2004                    | 2007                     | Да                                | Да                                   | Да                                   | МЈЛ | Преименован је у Адоби Флекс и промењен у Апачи лиценцу 2.0 |
| АдвФС                                                                        | Хјулет-Пакард                                          | 1990-их                 | Јун 2008                 | Да                                | Да                                   | Да                                   | ГЈЛ в2                                                                                                  | 23. јуна 2008 ХП је отворио АДвФС под ГНУ-овом општом јавном лиценцом као верзију 2 (садашња верзија је 3) на СорсФорџ-у да би била компатибилана са Линукс Језгро лиценцом. |
| Ендријев систем датотека сада ОпенАФС                                        | Универзитет Каргини Мелон / Трансарц корпорација / ИМБ | 1989                    | 2000                     | Да                                | Да                                   | Да                                   | IBM Јавна Лиценца                                                                                       | АФС је првобитно развијен на Универзитету Каргини Мелон, а развијен је као комерцијални производ од стране Трансарц корпорације, коју је касније купио IBM. У ЛинуксСвету 15. августа 2000, IBM је објавио своје планове по којима ће објавити верзију свог комерцијалног АФС производа под IBM Јавном Лиценцом. Данас је то познато као ОпенАФС.                                                                   |
| Оданост (сада БесплатнаОданост)                                              | Мајкрософт Истраживач                                  | 2000                    | 2004                     | Не                                | Да                                   | Не                                   | Заједнички Извор                                                                                        | Стратегија у реалном времену и Игрица симулатор лета издате су од стране Мајкрософт Истраживача под лиценцама заједничког кода ("MSР-ССЛА") 2004 године. |
| Апачи Дерби                                                                  | IBM                                                    | 1996                    | Август 2004              | Да                                | Да                                   | Да                                   | Апачи лиценца 2.0                                                                                       | Систем за управљање релационим базама података оригинално назван ОблакСкејп; издат као бесплатан и софтвер отвореног кода од стране IBM-а 2004 и дониран Фондацији Апачи Софтвер |
| Епл DOS                                                                      | Епл                                                    | 1986                    | 2015                     | Не                                | Не                                   | Не                                   | не-комерцијална лиценца                                                                                 | Епл DOS-ов изворни код је издат од стране музеја историје рачнарства након што им га је Пол Лаутон, творац кода, донирао. |
| АСП. НЕТ                                                                     | Мајкрософт                                             | 2002                    | 14 Мај 2013              | Да                                | Да                                   | Да                                   | Апачи лиценца 2.0                                                                                       | Изат је од стране Мајкрософта 2013 године. |
| Фортошоп 1.0.1                                                               | Адоби системи                                          | 1990                    | Фебруар 2013             | Не                                | ?                                    | Не                                   | СОФТВЕРСКА ЛИЦЕНЦА МЗЕЈА РАЧНАРСКЕ ИСТОРИЈЕ (не комерцијална лиценца)                                   | Адоби системи су направили изворни код верзије 1.0.1 фотошопа из 1990 године доступним музеју историје рачунарства. Укључује сав код са изузетком библиотеке МакАп апликација која је лиценцирана од стране Епла. |
| БДС Ц преводилац                                                             | Леор Золман                                            | 1979                    | 2002                     | Да                                | Да                                   | Да                                   | Јавни домен                                                                                             | Издат од стране атора |
| Битстрим Вера (фонт)                                                         | Битстрим АД                                            | Непознат                | 2003                     | ?                                 | Да (не комерцијалан)                 | Не (не може да се прода сам по себи) | прилагођено не комерцијално                                                                             | Урађен уз велики труд Битстрима и ГНОМ Фондације |
| Блендер                                                                      | Нео Гео / Није број технологије / Тон Росендал         | 1996                    | 2003                     | Да                                | Да                                   | Да                                   | ГНУ в2                                                                                                  | Првобитно је био шервер власнички софтвер, а постао је софтвер отвореног кода у 2002 години након краудфундинг (масовно финансирање) капање која је вредела 100,000 €. |
| Позив на моћ II                                                              | Активижн                                               | 2000                    | 2003                     | Не                                | Не                                   | Не                                   | сопствена не комерцијална лиценца                                                                       | Изворни код је предат заједници да би им омогућили самоиздржавање. |
| КАС. КЕЈД                                                                    | Матра Датавижн                                         | 1990-их                 | 1999                     | Да                                | Да                                   | Да                                   | "Отворена Каскејд Технолошка Јавна Лиценца" / од 6.7.0 МГЈЛ 2.1                                         | |
| Ц*База                                                                       |                                                        | 1980-их                 | 2003                     | Да                                | Да                                   | Да                                   | ГЈЛ | |
| ЧакраКор                                                                     | Мајкрософт                                             | 2009                    | 2016                     | Да                                | Да                                   | Да                                   | МИТ | 13. јануара 2016 Мајкрософт је издао ЧакраКор под МИТ лиценцом на ГитХубу. ЧакраКор је у суштини исти као и Чакра мотор који покреће МајкрософтЕџ претраживач, али са платформом-агностичко везивање, тј. без посебних интерфејса који се користе у Виндоус Универзалој Ап платформи. |
| Заједничко десктоп окружење                                                  | Отворена група                                         | 1993                    | 2012                     | Да                                | Да                                   | Да                                   | МГЈЛ в2+                                                                                                | [ 28 ] [ 29 ] |
| ЦМУ Сфинга                                                                   | Универзитету Каргини Мелон/Каи-Фу Ли                   |                         | 2000                     | Да                                | Да                                   | Да                                   | БСД 3-клаузула                                                                                          | [ 30 ] [ 31 ] |
| КунеиФорм                                                                    | Когнитив техологије                                    | 1993                    | 2008                     | ?                                 | ?                                    | ?                                    | БСД | Оптичко препознавање знакова (софтвер) |
| ЦП/М                                                                         | Калдера                                                | 1974                    | 2001                     | Да                                | Да                                   | Да                                   | "Уговор о лиценци ЦП/М"                                                                                 | 2001 године Калдера је издала ЦП/М изворни код под лиценцом отвореног кода, дозвољавајући прерасподеле и модификације, са Тим Олмсидовим "Неофицијелним ЦП/М Веб сајтом". У октобру 2014, како би обележили 40 година од прве презенације ЦП/М, музеј историје рачунарства је објавио рану верзију изворног кода ЦП/М.                                                                                              |
| ДеЛукс Пеинт I (1986)                                                        | Електроник артс                                        | 1996                    | 2003                     | Не                                | Да                                   | Не                                   | не комерцијална лиценца                                                                                 | Рану верзију изворног кода објавио је Електроник артс у 2015 години. |
| Дуке Нукем 3Д                                                                | 3Д Реалмс                                              | 1996                    | 2003                     | Да                                | Не                                   | Не                                   | ГЈЛ | Само код игрице, нема података, нема мотора. |
| Дарвин (оперативни систем)                                                   | Епл                                                    | 1999                    | 1999                     | Да                                | Да                                   | ?                                    | Еплова јавна лиценца извора                                                                             | |
| Судбина                                                                      | ид Софтвер                                             | 1993                    | 1997                     | Да                                | Не                                   | Не                                   | ид софтверска лиценца/касније ГЈЛ                                                                       | Само код. Првобитно објављен под ограниченом лиценцом 1997. године, 1999. ре-лиценциран под ГЈЛ лиценцом |
| ДР-DOS/Калдера ОпенDOS 7.01                                                  | Калдера (компанија)                                    | 1976                    | Мај 1997                 | ?                                 | ?                                    | ?                                    | ДОГОВОР О КАЛДЕРИ ОПЕДНОС ЛИЦЕНЦИ ЗА КРАЈЊЕ КОРИСНИКЕ                                                   | Калдера ОпенDOS 7.01 изворни код основа за ДР-DOS/ОпенDOS побољшани пројекат у 2002. години. |
| DOS/32 DOS додатак                                                           | Нарех Коумар                                           | 1996                    | 2002                     | Да                                | Да                                   | Да                                   | Апачи-лајк лиценца                                                                                      | У Мају 2002 DOS/32 унапређени DOS додатак је јавно објављен од стране Нареха Коумара укључујући тако и најновије бинарне, приручнике и изворе кода под Апачи-лајк лиценцом која омогућава несметану, бесплатну краљевску дистрибуцију и употребу објављених материјала у било којим софтверским пројектима укључујући и комерцијалне производе.                                                                     |
| Итерпад                                                                      | Гугл                                                   | 2008                    | 2009                     | Да                                | Да                                   | Да                                   | Апачи лиценца 2.0                                                                                       | Отворени код након куповине од стране Гугл-а |
| Бесплатан Даунлод Менаџер (БДМ)                                              |                                                        | 2003                    | Aвгуст 2007              | Да                                | Да                                   | Да                                   | ГЈЛ | Бесплатан након 2.5 верзије |
| Управљач Графичког Окружења (УГО)                                            | Калдера Ситни Клијенти                                 | Фебруар 1985            | Април 1999               | Да                                | Да                                   | Да                                   | ГЈЛ | Калдера Син Клијенти (касније познат као Линео) објавио је изворни код у ГЕМ-у под ГНУ-овом општом јавном лиценцом (ГЈЛ) у априлу 1999. Развој ГЕМ-а за ПС настављен је кроз ОпенГем и БесплатанГем. Такође је поново пребачен на Атари СТ да би се користио слободно TOС клон ЕмуТОС-a. |
| ФАР Менаџер                                                                  | Еуген Рошал/Фар Група                                  | Октобар 1996            | Октобар 2007             | Да                                | Да                                   | Да                                   | БСД ревидирано                                                                                          | Верзија 2.0 издата као отворени код. |
| Гентиум (фонт)                                                               | СИЛ Интернашонал                                       | 2002                    | 2005                     | Да                                | Да                                   | Да                                   | OЛФ | Урађен уз велики труд СИЛ Интернашонала |
| Хеликс (мултимедијални пројекат)                                             | РеалНетворкс                                           |                         | 2002                     | ?                                 | Да                                   | Не                                   | РеалНетворкс заједничка лиценца за изворни код                                                          | Хеликс заједница је уложила заједнички труд ради развитка и проширења Хеликс ДНК платформе. |
| ХоверРејс                                                                    | ГрокСофт                                               | 1996                    | 2006                     | ?                                 | Не                                   | Не                                   | првобитно временски ограничена лиценца/касније некомерцијална ГрокСофт ХоверРејс лиценца изворног кода. | |
| Имплс трагач                                                                 | Џефреј "Пулс" Лим                                      | 1995                    | 2014                     | Да                                | Да                                   | Да                                   | БСД Лиценца                                                                                             | Музички трагач првобитно објављен од стране Џефреј "Пулс" Лима 1995 године за MS-DOS. Софтвер је дистрибуиран као слободан поред поодмакле комерцијалне верзије са додатним функцијама. Након што је комерцијална верзија била јавно плагирана, развој је завршен објављивањем 8. априла 1999. 25. децембра 2014, коначно је изворни код Импулс трагача додат у ГитХуб складиште под БСД лиценцом од стране аутора. |
| ИЛВИС                                                                        | ИТЦ                                                    | 1988                    | 2007                     | Да                                | Да                                   | Да                                   | ГЈЛ | Објављен као слободан и софтвер отвореног кода ИТЦ |
| Скочи и лупи                                                                 | ДечијиМозак Дизајнира                                  | 1998                    | 1999                     | ?                                 | Да                                   | Не                                   | имејлвер                                                                                                | Изворни код објављен под имејлвер лиценцом. |
| ид Тех 2                                                                     | ид софтвер                                             | 1997                    | 2001                     | Да                                | Да                                   | Да                                   | ГЈЛ | |
| ид Тех 3                                                                     | ид софтвер                                             | 1999                    | 2005                     | Да                                | Да                                   | Да                                   | ГЈЛ | |
| ид Тех 4                                                                     | ид софтвер                                             | 2004                    | 2011                     | Да                                | Да                                   | Да                                   | ГЈЛ | Објављена је верзија изворног кода за Doom 3; изворни код за ид Тех 4 игрицу тек треба да буде објављен. Промене у коду треба да буду такве да се избегне употреба патентиране Кармакова супротност-и. |
| Јава                                                                         | Сан Мајкросистемс                                      | 1995                    | 1998                     | Не                                | Да                                   | Не                                   | Лиценца за изворни код Сан Заједнице                                                                    | 1998 године Сан Мајкросистемс објављено је много тога од Јавом под условима лиценце за изворни код Сан Заједнице. |
| Скакач 2.0                                                                   |                                                        | 2007                    | 2008                     | Да                                | Да                                   | Да                                   | ГЈЛ | Јавно је објављен 29. септембра 2008. |
| Корн љуска                                                                   |                                                        | 1982                    | 2000                     | Да                                | Да                                   | Да                                   | прилагођена лиценца; касније ЗЈЛ                                                                        | |
| СветлаЗона                                                                   | СветлиЗанат                                            | 2005                    | 2012                     | Да                                | Да                                   | Да                                   | 3-клазла БСД                                                                                            | Фирма је престала са пословањем |
| Линксис ВРТ54Г серија фирмвер бежичних рутера фирмвер (сада ОпенВРТ)         | Линксис                                                | ?                       | 2003                     | Да                                | Да                                   | Да                                   | ГЈЛ | Линксис гради фирмвер-е за њихове ВРТ54Г бежичне рутере такође и из ГЈЛ кода, они су били у обавези да изворни код буде доступан у јулу 2003. године. |
| МакПеинт                                                                     | Епл                                                    | 1984                    | 2010                     | Не                                | Да                                   | Не                                   | не комерцијална лиценца                                                                                 | Изворни код МакПеинта 1.3 (написан комбинацијом Асемблера и Паскала) је достпан кроз музеј историје рачунарства, заједно са изворним кодом БрзогЦртања. |
| Маратон 2: Дурандал                                                          | Релик Ентертаинмент                                    | 1995                    | 2000                     | Да                                | Не                                   | Не                                   | ГЈЛ | Код је објављен под ГПЛ-ом док су подаци још увек власнички. Сада је познат као Алфа 1 |
| МегаЗеу                                                                      | Алексис Џенсон (Софтверска визија)                     | 1994                    | 1998                     | Да                                | Да                                   | Да                                   | ГЈЛв2                                                                                                   | МегаЗеу је систем стварања игара (ГСЦ) инспирисан Тимом Свенијем/Епским игрицама' класичаним софтвером за игрице XИ. И код и светске датотеке и музичке датотеке су доступне бесплатно од Алексиса Џенсона (софтверска визија). Објављени су око 1998. године под ГПЛ Грег Јансон. |
| MS-DOS 1.10 и 2.0                                                            | Мајкрософт                                             | 1982                    | 2014                     | Не                                | Да                                   | Не                                   | МАЈКРОСОФТ ЛИЦЕНЦА ИСТРАЖИВАЊА (не комерцијална лиценца)                                                | 25. март 2014 Мајкрософт је учинио код за MS-DOS 1.10 и 2.0 доступним јавности под Мајкрософт Рисрч Лиценцом за образовне сврхе. |
| Мајкрософт ворд за Виндоус верзију 1.1a                                      | Мајкрософт                                             | 1991                    | 2014                     | Не                                | Да                                   | Не                                   | МАЈКРОСОФТ ЛИЦЕНЦА ИСТРАЖИВАЊА (не комерцијална лиценца)                                                | Мајкрософт је учинио изворни код верзије Ворда из 1991 доступним за музеј историје рачунарства и за јавност за образовну сврху. |
| Мијлов звучни систем (Рана верзија DOS-а зове Библиотека за аудио интерфејс) | Џон Мајл                                               | 1991                    | 2000                     | Да                                | Да                                   | Да                                   | Јавно власништво                                                                                        | Изворни код је објављен за АИЛ другу верзију за DOS од Џона Мајла у јавном власништву 2000 године. |
| МИНИX                                                                        | Ендру Таненбаум                                        | 1987                    | 2000                     | Да                                | Да                                   | Да                                   | БСД-3 клаузуле                                                                                          | |
| Померајући тип                                                               | Веблог софтвер                                         | Октобар 2001            | Децембар 2007            | Да                                | Да                                   | Да                                   | ГЈЛ | од стране vеблог софтверa |
| MySQL                                                                        | MySQL АБ                                               | 1995                    | 2000                     | Да                                | Да                                   | Да                                   | двоструко лиценцираање: ГЈЛ / власничка лиценца                                                         | |
| НЦСА Мозаик 2.7                                                              | НЦСА                                                   | 1993                    | Март 2010                | ?                                 | Да                                   | ?                                    | сопствена лиценца                                                                                       | Први графички претраживач |
| НетБинс                                                                      |                                                        | 1997                    | Октобар 2007             | Да                                | Да                                   | Не                                   | ГЈЛ, ЦДДЛ                                                                                               | Интегрисано развојно окружење (ИДЕ) за јаву и друге програмске језике |
| Нетскејп Ентерпрајс Сервер                                                   | Сан Мајкросистемс                                      |                         | Јануар 2009              | ?                                 |                                      | ?                                    | БСД | Сан Мајкросистемс отворени кодови. |
| Нетскејп навигатор/Комуникатор                                               | Нетскејп комуникације                                  | 1994                    | 1998                     | Да                                | Да                                   | Да                                   | МЈЛ | Види Мозила фајерфокс |
| ОтворениЗвучниСистеми                                                        | 4Фронт Технологије                                     | 1992                    | 2007                     | Да                                | Да                                   | Да                                   | ГЈЛ, ЦДДЛ                                                                                               | |
| Бор (имејл клијент)                                                          |                                                        | 1989                    | 1996                     | ?                                 | ?                                    | ?                                    | соопствена лиценца                                                                                      | Пре 1996. године био је под БСД лиценцом, па је укључен у власничку лиценцу иако је још увек имао доступан изворни код. |
| Перформансе копилота                                                         | кен МкДонел и Марк Гудвин                              | 1993                    | Децембар 1999            | Да                                | Да                                   | Да                                   | ГЈЛ, ГМЈЛ                                                                                               | |
| Кут                                                                          | Тролтех                                                | 1991                    | 1995                     | Да                                | Да                                   | Да                                   | бесплатанКуТ (1995), Ку јавна лиценца (1999), ГМЈЛв2 (2000), ГМЈЛв2.1 (2009), ГМЈЛв3 (2014)             | Први је објављен као отворен код под БесплатномКут лиценцом, затим КуПЛ. А касније је објављен као ГЈЛв2. Кут4.5 и касније верзије су пуштене под ГМЈЛв2.1 лиценцом. До 2005 Виндоус верзија је била само под власничком лиценцом. |
| Куаке                                                                        | ид софтвер                                             | 1996                    | 1999                     | Да                                | Не                                   | Не                                   | ГЈЛ | Извори мапе су такође објављени под ГЈЛ 2006. године. |
| Подизање Тријада                                                             | 3Д Реалмс                                              | 1994                    | 2002                     | Да                                | Не                                   | Не                                   | ГЈЛ | Само је код објављен под ГЈЛ. |
| Ц                                                                            | ИИРНА и Национална школа за мостове и путеве           |                         |                          | Да                                | Да                                   | Да                                   | Скилаб лиценца / касније ЦеЦИЛ                                                                          | Пре в5 Скилаб изворног кода је дистрибуиран под некомерцијалном "Скилаб лиценцом". |
| Други живот клијент                                                          | Линден Лаб                                             | 2003                    | 2007                     | Да                                | Да                                   | Да                                   | ГЈЛ в2                                                                                                  | Клијент је објављен под ГЈЛв2. |
| СимГрад                                                                      | Дон Хопкинс                                            | 1989                    | 2007                     | Да                                | Да                                   | Да                                   | ГЈЛ в3                                                                                                  | Бесплатна верзија објављена као 'Микрополис' |
| Соларис                                                                      | Сан Мајкросистемс                                      | 1989                    | 2005                     | Да                                | Да                                   | Да                                   | ЛРЗД | Бесплатна верзија објављена је као ОпенСоларис. |
| СтарОфис                                                                     | Сан Мајкросистемс                                      | 1986                    | 2000                     | Да                                | Да                                   | Да                                   | МГЈЛ/ЛСИСИ                                                                                              | Бесплатна верзија која је објављена као ОпенОфис.орг, сада је објављена само под ГМЈЛ. (ОпенОфис.орг је одвојен од ЛибреОфис-а који је такође под ГМЈЛ лиценцом и који у великој мери реузео место ОпенОфис.орг-а) СтарОффис се издваја јер је још увек под власничком лиценцом, и користи углавном исти код; |
| Стелар Фронтиер                                                              | Стардок                                                | 1997                    | 2008                     | Не                                | Да                                   | Не                                   | СТАРДОK ЗАЈЕДНИЧКА СТЕЛАР ФРОНТИЕР ЛИЦЕНЦА ИЗВОРНОГ КОДА (некомерцијална лиценца)                       | Стелар Фронтиер је мултиплејер стратешка/пуцачка игрица направљена од стране Доуга Хендрикса 1995. године и објављена од стране Стардок-а. Стардок је затворио главни сервер 4. августа 2006, прекинуо је званичну подршку за мултиплејер мод, али је објавио изворни код под заједничким извором 2008. године. |
| Симбијан                                                                     | Никија                                                 | 1997 (као Псион EПОЦ32) | 2010                     | Да                                | Да                                   | Не                                   | EЈЛ / Никиа Симбиан Лиценца                                                                             | |
| Синфиг                                                                       | Роберт Куатлбаум                                       | 2001                    | 2005                     | Да                                | Да                                   | Да                                   | ГЈЛ | Још неке информација доступне су на Синфиг. |
| ТенсорФлоу                                                                   | Гугл                                                   | ?                       | 2015                     | Да                                | Да                                   | Да                                   | Апачи лиценца 2.0                                                                                       | ТенсорФлоу је првобитно развијен од стране тима Гугл Мозак за Гугл-ва истраживања и производне сврхе, а касније је објављен под Апачи 2.0 лиценцом отвореног кода 9. новембра 2015. године. |
| Техниколор ТЦ72хх чипсет кабловски модем фримвер/иКос                        | Техниколор                                             | 2008                    | 2015                     | Да                                | Да                                   | ?                                    | ГЈЛв2, lГЈЛ, еКос 2.0 лиценца                                                                           | Објављен је на ГитХуб 30. новембра 2015. |
| Tесеракт ОЦР                                                                 | ХП и УНЛВ                                              | 1985                    | 2005                     | Да                                | Да                                   | Да                                   | Апачи лиценца 2.0                                                                                       | Објављен је као бесплатан и софтвер отвореног кода од стране ХП-а и УНЛВ-а |
| Обртни моменат 3Д                                                            | Динамикс                                               | 2001                    | 2012                     | Да                                | Да                                   | Да                                   | МИТ лиценца                                                                                             | Развијен је за Тибес 2. Објављен је као бесплатан и софтвер отвореног кода од стране Динамикс-а. |
| ТурбоКЕШ                                                                     | Пик Софтвер                                            | Aприл 1985              | Jул 2003                 | Да                                | Да                                   | Да                                   | ГЈЛ | |
| Унрар                                                                        | Рарлабс                                                | 1995                    | 2000                     | Не                                | Да                                   | Не                                   | сопствена унрар лиценца                                                                                 | Унрар изворни код је објављен од стране Еуген Рошал/РАРлаб негде у 2000.-ој години. A ГЈЛ одваја старе базе кодова. |
| Ратна зона 2100                                                              | Студио бундева/Интерактивни Едиос                      | Март 1999               | Децембар 2004            | Да                                | Да (само не филмови)                 | Да (ГЈЛ2+, само не филмови)          | ГЈЛв2                                                                                                   | Видео игрица коју је направио Интерактивни Едиос |
| Ватком Ц преводилац                                                          | Ватком                                                 | 1988                    | 2003                     | Да                                | Да                                   | Не                                   | Сибаза Отворена Ватком јавна лиценца                                                                    | Објављен као Отворен Ватком, под лиценцом која се сматра слободном од стране ОСИ али не и ФСФ. ФСФ има проблема са лиценцом зато што захтева више слободе него ГПЛ захтевајући ослобађање изворног кода па чак и у случају приватне употребе. |
| ВебОС                                                                        | Хјулет-Пакард                                          | 2009                    | 2012                     | Да                                | Да                                   | Да                                   | Апачи лиценца                                                                                           | Написан је првобитно 2009 од стране Палма, у децембру 2011. године ХП је најавио да ће у блиској будућностио бјавити ВебОС изворни код под отвореном лиценцом. У августу 2012, специјалан код за постојеће уређаје је објављен као ВебОС Заједничко издање (ЦЕ), уз подршку за постојеће ХП хардвере. |
| ИXерок Алто                                                                  | музеј историје рачунарства                             | 1975                    | 2014                     | Не                                | Да                                   | Не                                   | сопствена некомецијална лиценца                                                                         | 21. октобар 2014, изворни код ИXерок Алто и други ресурси су објављени из музеја историје рачунарства. |
| ИXмајнд                                                                      | ИXмајнд Лтд.                                           | 2007                    | 2008                     | Да                                | Да                                   | Да                                   | Еклипс јавна лиценца и МГЈЛ                                                                             | Мајндмапинг софтвер је базиран на Еклипс РЦП |
| ЗФС                                                                          | Сан Мајкросистемс                                      | 200?                    | 2005                     | Да                                | Да                                   | Да                                   | ЦДДЛ | Иновативни датотечни систем нове генерације је објављен 2005 године од стране Сан Мајкросистемса под лиценцом отвореног кода. Због некомпатибилности лиценце ГПЛ-а са ЦДДЛ-ом не може се директно интегрисати у линуксу, али може у БСДу или МакОС због толерисаног лиценцираног језгра. Након тога што каснији власник Оракл није објавио ништа након верзије 28, заједница се одвојила у ОпенЗФС.                 |